# Tringle
Une tringle, du néerlandais tingel ou tengel (cale de bois), est une pièce mécanique en forme de tige, le plus souvent en métal ou en bois.
Le terme tringle désigne une tige de transmission de la force mécanique d'une manière analogue à, par exemple, le suiveur dans un mécanisme à came, quoique la direction de la force soit inverse.
Le terme reste appliqué de manière générale à toute tige métallique de diamètre inférieur à un demi-centimètre et d'une longueur telle que son élasticité longitudinale (sa souplesse) soit suffisamment notable pour en restreindre l'utilisation en tant que mécanisme de transmission à des systèmes peu exigeants en termes de rigueur : par exemple, la marionnette à tringle.
La tringle a été généralement présente dans les phases d'ébauche et de prototypage, en tant que raccourci intermédiaire dans la réalisation de maquettes fonctionnelles, entre une modélisation des transmissions par câbles et la mise au point de systèmes rigides articulés. Cet aspect de son usage est désormais complètement obsolète depuis l'avènement de la C.A.O.
Exemples
- En termes de fontainerie, dans une pompe à bras, la tringle, appelée aussi verge, est la tige en bois ou en fer, à laquelle est attaché le piston pour le faire mouvoir[2]

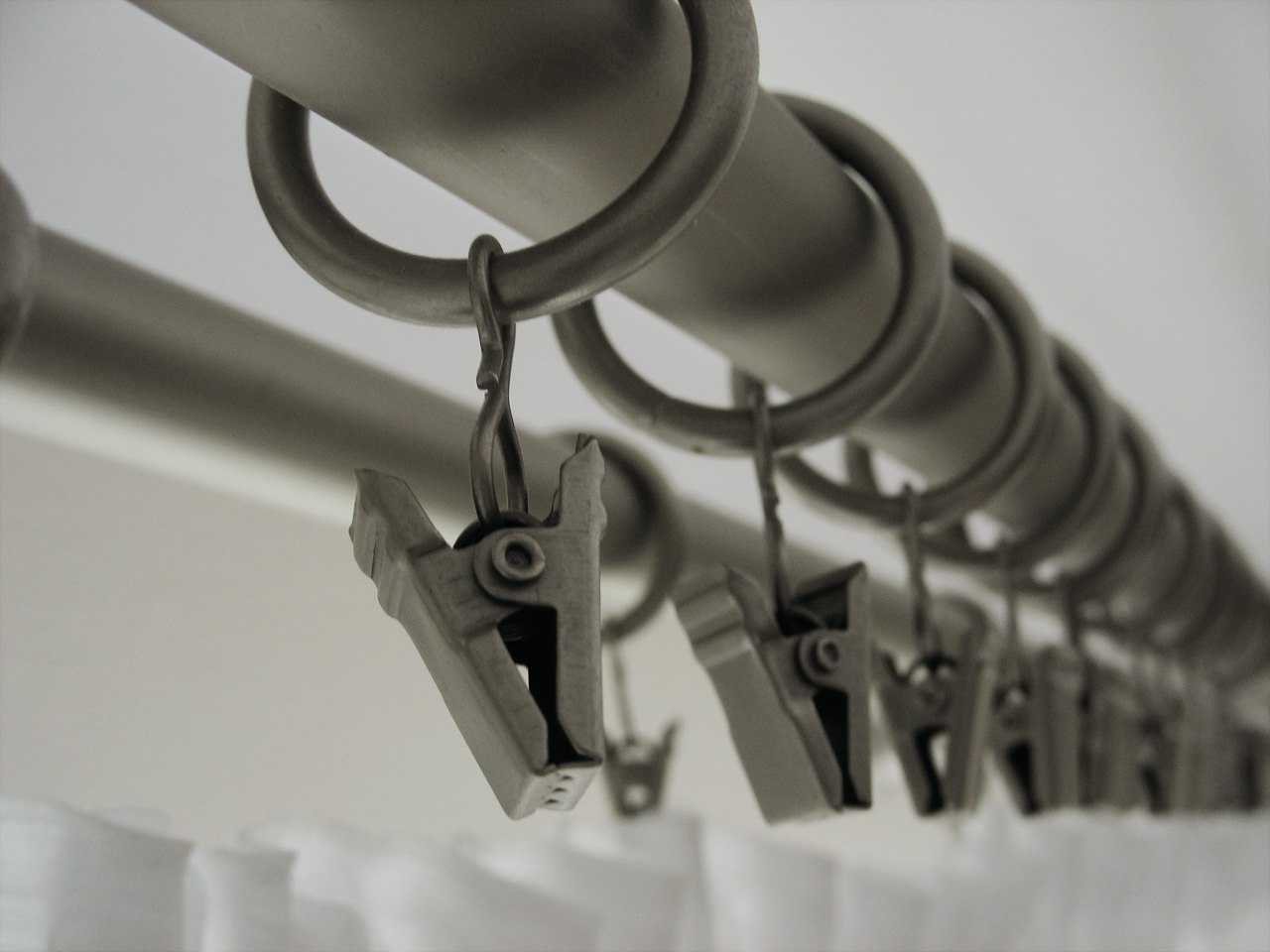
Anneaux munis de pinces suspendus à une tringle

- Une tringle à rideaux est aussi la tige sur laquelle sont enfilés des anneaux, des pinces ou des boucles de tissu soutenant les rideaux ou voilages.